# Walter Citrine
Walter McLennan Citrine, född 22 augusti 1887 i Liverpool, Merseyside, död 22 januari 1983 i Brixham, Devon, var en brittisk fackföreningsledare. Citrine var en av den brittiska arbetarklassens ledande krafter under 1900-talet.
Citrine blev 1914 anställd som ombudsman vid en fackförening, och därefter 1924 biträdande sekreterare i det brittiska fackföreningsrådet, Trades Union Congress (TUC). 1926 blev Citrine vald till TUC:s generalsekreterare. År 1928 valdes han till Internationella fackföreningsfederationens ordförande, en post han höll till 1945.
Citrine var ordförande i den nationaliserade elkraftsindustrin åren 1947–1957. Han adlades 1935 och blev Baron of Wembley 1946.
Citrine har också skrivit böcker om fackföreningsrörelsen samt memoarer och dagböcker. Bland hans arbeten märks The Labour Chairman (1921) samt Labour and the Community (1928).